# جون أيلوارد
جون أيلوارد (بالإنجليزية: John Aylward)‏ مواليد 7 نوفمبر 1946 في سياتل، الولايات المتحدة، هو ممثل أمريكي بدأ مسيرته الفنية سنة 1976.

## الأعمال
- مليون طريقة للموت في الغرب
- فرقة العصابات
- فرينج
- ماد من
- إي آر
- دون أثر
- كولد كيس
- الجناح الغربي
- إيلياس
- ستارغيت إس جي 1

## روابط خارجية
- جون أيلوارد على موقع IMDb (الإنجليزية)
- جون أيلوارد على موقع ألو سيني (الفرنسية)
- جون أيلوارد على موقع أول موفي (الإنجليزية)
- جون أيلوارد على موقع قاعدة بيانات الفيلم (الإنجليزية)